# Тимофей (военачальник)
Тимофей (др.-греч. Τιμόθεος), сын Конона (411—354 гг. до н. э.) — афинский военачальник IV в. до н. э.

## Афинский стратег
Вместе с отцом, знаменитым афинским флотоводцем Кононом, в 393 г. до н. э. вернулся в Афины, где получил образование. Унаследовал от Конона значительное состояние.
Впервые выступил в роли военачальника в 378 г. до н. э. в разгар войны Фив и Спарты, когда командовал афинской эскадрой вместе с Хабрием и Каллистратом.
В 375 г. до н. э. получил в командование эскадру в 60 триер во время западного похода афинян вокруг Пелопоннеса. Обогнув Пелопоннес и опустошив некоторые его территории, Тимофей подчинил Керкиру. В отличие от спартанцев Тимофей, захватив остров, никого не порабощал, не удалял в изгнание и не вмешивался в государственное устройство Керкиры, чем расположил её к Афинам. Он также одержал победу над спартанской эскадрой в 55 триер под командованием Николоха в битве при Ализии, заключил союз с акарнанами, эпиротами, афаманами, хаонами и другими народами запада Балканской Греции.
Спартанцы и афиняне заключили перемирие, и Тимофей получил приказ возвращаться на родину, однако вмешался в противоборство между аристократической и народной партиями Закинфа и высадил на острове закинфских изгнанников. Спартанцы, сочтя такой поступок противоречащим мирным договорённостям, снарядили флот к Закинфу и Керкире, афиняне были вынуждены ответить тем же, возобновив войну со Спартой.
Снова отправленный на Керкиру, Тимофей ввиду недостатка средств и личного состава, был вынужден добывать их самостоятельно. Афиняне, решив, что Тимофей теряет время, по иску Ификрата и Каллистрата привлекли его к суду. После заступничества прибывших в Афины на процесс царя Эпира Алкета и тирана Ясона Ферского Тимофей был оправдан, хотя и отстранён от должности стратега, которую передали Ификрату.
В 371 г. Тимофей воевал во Фракии против царя одрисов Котиса I.

## Командование в Малой Азии
В 366 г. до н. э. во главе войска в 30 кораблей и 8 тыс. воинов был отправлен на помощь восставшему сатрапу Фригии Ариобарзану. Однако в соответствии с полученными инструкциями воздержался от прямых действий против персидского царя. Вместо этого после десятимесячной осады 366—365 гг. весной 365 г. до н. э. Тимофей изгнал персидский гарнизон с Самоса, позже он захватил Сест на Херсонесе Фракийском.

## Война во Фракии и Македонии
В 364 г. до н. э. Тимофей вернулся в Афины и был направлен на север к Фракии и Македонии защищать афинские интересы. Он привлек Мефону и Пидну к союзу с Афинами, затем отнял у халкидян Торону и Потидею. В 362 г. и 360 г. до н. э. Тимофей командовал афинскими войсками у Амфиполя, который ему захватить не удалось. В 357 г. осуществлял командование на Эвбее, вытеснив оттуда фиванские войска.

## Союзническая война
Командовал афинскими войсками в Союзнической войне. В 356 г. до н. э. вместе с Ификратом отказался выполнить приказ афинского главнокомандующего Хареса перед надвигающейся бурей атаковать флот противника при Эмбате. Харес, выступив против врага только со своими кораблями и потерпев поражение, в Афинах привлёк к суду обоих военачальников по обвинению в подкупе и измене. Тимофей был вынужден заплатить 100 талантов штрафа и удалиться в Халкиду на Эвбее. Вскоре по окончании войны он умер.

## Личность Тимофея
Тимофей не уступал своему отцу Конону в военной славе, превосходя его в образованности и силе духа. Он был в близких отношениях со знаменитыми афинянами Платоном и Исократом. Тимофей обладал прекрасным красноречием, был заботлив к своим воинам, милосерден к противникам и справедлив к союзникам. Враждовал с Ификратом, но позже помирился и выдал свою дочь за его сына Менесфея. Наряду с Хабрием и Ификратом считается лучшим афинским военачальником в IV в. до н. э.